# サラ・ボニファーチョ
サラ・ボニファーチョ（Sara Bonifacio、1996年7月3日 - ）は、イタリアの女子バレーボール選手。ポジションはミドルブロッカー。イタリア代表。

## 来歴

### クラブチーム
クーネオ県アルバ出身。イタリア人の父と、ナイジェリア人の母との間に生まれ、2005年、9歳のときに地元アルバのクラブチームでバレーボールを始めた。2012年にクラブ・イタリアに入団し、バレーボール選手としてのキャリアをスタートさせる。2014/15シーズンにイゴール・ゴルゴンゾーラ・ノヴァーラへ移籍。2016/17シーズンにイタリアセリエAで優勝を果たした。2018/19シーズンはUYBA Volleyに移籍し、CEVカップで金メダルを獲得した。2019/20シーズンのイタリアセリエAでは準優勝だった。2020/21シーズンに再びイゴール・ゴルゴンゾーラ・ノヴァーラへ加入すると、2021年の欧州チャンピオンズリーグで3位となった。

### 代表チーム
2013年、U-18欧州選手権で銀メダルを獲得した。2014年、シニアのイタリア代表に初選出され、同年のワールドグランプリでデビューした。2015年、アンダーカテゴリーの代表として出場したU-23世界選手権でベストミドルブロッカー賞を受賞した。2017年、ワールドグランプリで銀メダルを獲得した。2021年、欧州選手権では金メダルを獲得した。

## 球歴
- ワールドグランプリ - 2014年、2017年
- ネーションズリーグ - 2021年
- 欧州選手権 - 2021年

## 受賞歴
- 2015年 U-23世界選手権 ベストミドルブロッカー賞

## 所属クラブ
- Club Italia Roma（2012-2014年）
- イゴール・ゴルゴンゾーラ・ノヴァーラ（2014-2018年）
- FVブスト・アルシーツィオ（2018-2020年）
- イゴール・ゴルゴンゾーラ・ノヴァーラ（2020年-）